# 赤壁北站
赤壁北站是位于京广高速铁路上的一个中间站，位于湖北省赤壁市，共有2个站台，2条到发线、2条正线。赤壁北站由武汉市建筑设计院设计、中铁十一局集团有限公司承建，工程于2008年10月开工建设，2009年底开通运营。
赤壁北站站房由武汉市建筑设计院设计，站房面积6230平方米，候车室最高聚集人数500人。站台为二台四线布置，被面积10870平方米的站台雨棚覆盖。